# Danilova
Danilova je priimek v Sloveniji, ki ga je po podatkih Statističnega urada Republike Slovenije na dan 1. januarja 2010 uporabljalo 6 oseb in je med vsemi priimki po pogostosti uporabe uvrščen na 23.591. mesto.

## Znani slovenski nosilci priimka
- Avgusta Danilova (1869—1958), igralka, režiserka in pedagoginja
- Mira Danilova (1899—1979), gledališka igralka in pedagoginja
- Galina Danilova, violinistka, koncertna mojstrica
- Saša Danilov(a) (Sasha Alexandra Danilova), slovenska pevka
- Silva Danilova, igralka
- Vera Danilova (1891—1971), gledališka igralka in režiserka

## Znani tuji nosilci priimka
- Alexandra Danilova (1903—1997), rusko-ameriška plesalka
- Alina Danilova, ruska pevka, igralka ...
- Arina Danilova (*2003), ruska pevka, igralka ...
- Galina Danilova (*1968), ruska igralka
- Olga Danilova, ruska smučarska tekačica